# Eboe Town
Eboe Town (Schreibvariante: Ibo Town) ist ein Ortsteil der Gemeinde Kanifing (englisch Kanifing Municipal) im westafrikanischen Staat Gambia.
Der Ortsteil liegt im Süden der Gemeinde und gehört zum Ort Serekunda. Bei der Volkszählung von 1993 wurde Eboe Town als eigener Ort mit 2563 Einwohnern gelistet.

## Geographie
Der Ortsteil New Jeshwang liegt benachbart im Norden. Im Westen schließt sich der als Naturschutzgebiet geschützter Mangrovenwald Tanbi Wetland Complex an. Nach Süden grenzt Eboe Town an Talinding Kunjang. Nach Westen liegt benachbart Serekunda (als Ortsteil), hier stellt der Kombo Sillah Drive, der in südöstlicher Richtung verläuft, die Grenze dar.